# 中央军委装备发展部办公厅
中央军委装备发展部办公厅，位于北京市，是中央军事委员会装备发展部下属厅，负责该部的综合业务。

## 沿革
1998年4月3日，中央军委作出决定，组建中国人民解放军总装备部。1998年4月5日起，中国人民解放军总装备部开始办公。该部下设有中国人民解放军总装备部司令部。
2016年改革前，中国人民解放军总装备部司令部下设有：直属工作局、军训局、工程局、通信局等。
在深化国防和军队改革中，2016年1月撤销中国人民解放军总装备部，组建中央军委装备发展部。中央军委装备发展部新设中央军委装备发展部办公厅。原中国人民解放军总装备部司令部副参谋长王曙明调任为中央军委装备发展部办公厅第一任主任。

## 历任领导
| 中国人民解放军总装备部司令部参谋长 - 段双泉少将（1998年4月—2001年4月） - 尚学琨少将（2001年4月—2002年2月） - 牛红光少将（2002年2月—2009年7月） - 尚宏少将（2010年1月—2013年9月） - 李尚福少将（2013年9月—2014年12月） - 费加兵少将（2015年—2016年） | 中国人民解放军总装备部司令部副参谋长 - 尚学琨少将（1998年4月—2001年4月） - 马国惠少将（1998年4月—1999年） - 褚恭信少将（？—？） - 石世印少将（2001年—2004年） - 王兆琪少将（？—？） - 牛红光少将（？—2002年2月） - 王文宝少将（？—？） - 唐贤明少将（？—2008年） - 徐宏亮少将（2004年—2006年） - 张学谦少将（？—？） - 夏长法少将（？—2012年） - 李岩岩少将（？—2015年） - 余同杰少将（2009年—？） - 于建平少将（？—？） - 张斌少将（2011年—？） - 傅廷俊少将（？—？） - 刘清华少将（2013年—2014年） - 张学宇少将（2013年—2016年） - 王曙明少将（2014年9月—2016年） |

| 中央军委装备发展部办公厅主任 - 王曙明少将（2016年—2017年） - 夏清月少将（2017年—） | 中央军委装备发展部办公厅副主任 |